# أشتون ستيفنز
أشتون ستيفنز (بالإنجليزية: Ashton Stevens) هو صحفي أمريكي، ولد في 11 أغسطس 1872 في سان فرانسيسكو في الولايات المتحدة، وتوفي في 12 يوليو 1951 في شيكاغو في الولايات المتحدة.